# Перелік ударів по житловій забудові під час російського вторгнення (грудень 2024)
Удари по житловій забудові України під час російсько-української війни — воєнний злочин, скоєний російськими військовими під час повномасштабного військового вторгнення в Україну.
У переліку подано інформацію про удари по житловій та громадській забудові, а також обстріли відкритої території у яких відомо про цивільні втрати. Подано інформацію про атаки протягом грудня 2024 року, яка була опублікована у відкритих джерелах.

## Загальна інформація
Згідно моніторингової місії ООН з прав людини в Україні відомо про 109 загиблих цивільних українців протягом грудня 2024 року.

### Руйнування населених пунктів прилеглих до лінії зіткнення
У населених пунктах які знаходяться біля лінії бойового зіткнення, постійно відбуваються обстріли житлової та іншої цивільної забудови (у тому числі медичних установ, навчальних закладів, комерційної забудови). Впродовж грудня 2024 року, обстріли відбувалися вздовж прикордонних громад Чернігівщини, Сумщини, та Харківщини, а також громад Запорізької, Дніпропетровської, Херсонської та Миколаївської областей із використанням ракет, безпілотників, мінометів, артилерії, реактивних систем залпового вогню, вогнем бронетехніки та стрілецької зброї.
Вздовж державного кордону:
- У Чернігівській області — Корюківська, Новгород-Сіверська, Семенівська, Сновська громади.
- У Сумській області — Білопільська, Великописарівська, Глухівська, Краснопільська, Миропільська, Новослобідська, Путивльська, Хотінська, Юнаківська громади.
- У Харківській області — Вільхуватська, Вовчанська, Дворічанська, Дергачівська, Золочівська, Липецька громади

Між тимчасово окупованою територією:
- У Харківській області — Борівська, Дворічанська, Ізюмська, Кіндрашівська, Куп'янська, Курилівська, Оскільська, Петропавлівська громади
- У Луганській області — Красноріченська, Лисичанська громади
- У Донецькій області — Званівська, Сіверська громади
- У Запорізькій області —
- У Херсонській області —
- У Миколаївській області —

## Перелік атак
Червоним кольором позначені атаки у яких відомо про загибель людей.
| дата і місце                                      | дата і місце                          | тип зброї         | подробиці атаки, жертви (загиблі/поранені)                                             | подробиці атаки, жертви (загиблі/поранені) |
| ------------------------------------------------- | ------------------------------------- | ----------------- | -------------------------------------------------------------------------------------- | ------------------------------------------ |
| 01/12                                             | Херсон                                | БпЛА              | російські окупанти вдарили по громадському транспорту в Херсоні                        | 3/11                                       |
| 01/12                                             | Київ                                  | Shahed 136        | уламки ворожого БпЛА впали в Голосіївському районі, пошкоджено будинок та авто         | —                                          |
| 02/12                                             | Тернопіль                             | Shahed 136        | російський безпілотник влучив у житлову багатоповерхівку                               | 1/3                                        |
| 02/12                                             | Дніпропетровська обл., Нікополь       | артобстріл, БпЛА  | пошкоджені багатоповерхівки і приватні будинки, господарські споруди,гаражі, авто      | 0/1                                        |
| 03/12                                             | Донецька обл., Покровськ              | авіабомбовий удар | пошкоджено 6 багатоквартирних будинків і цивільні автомобілі                           | 1/?                                        |
| 04/12                                             | Вінницька обл., Гайсинський р-н       | Shahed 136        | внаслідок падіння БпЛА загорівся приватний житловий будинок                            | —                                          |
| 04/12                                             | Чернігівська обл., Чернігівський р-н  | Shahed 136        | дрон-камікадзе влучив у подвір’я в селі, уламками пошкоджені будинки                   | —                                          |
| 05/12                                             | Миколаївська обл., Вознесенськ        | ракетний удар     | влучання у приватний житловий будинок                                                  | 1/0                                        |
| 05/12                                             | Чернігівська обл., Корюківка          | Shahed 136        | безпілотник поцілив у приватний житловий будинок                                       | 0/1                                        |
| 05/12                                             | Чернігівська обл., Топчіївка          | Іскандер-К        | пошкодило вікна в трьох будинках                                                       | —                                          |
| 06/12                                             | Дніпропетровська обл., Кривий Ріг     | ракетний удар     | пошкоджені дві багатоповерхівки, 10 приватних будинків                                 | 3/17                                       |
| 06/12                                             | Запоріжжя                             | авіабомбовий удар | зруйнована станція технічного обслуговування, житлові будинки та автівки               | 10/19                                      |
| 08/12                                             | Дніпропетровська обл., Кам'янське     | Shahed 136        | уламками пошкоджено будинки та майно громадян                                          | 0/1                                        |
| 10/12                                             | Запоріжжя                             | ракетний удар     | влучання у приватну клініку та цивільну забудову                                       | 11/22                                      |
| 10/12                                             | Запорізька обл.                       | БпЛА              | дрон пошкодив автомобіль агенції ООН під час ротації на Запорізькій АЕС                | —                                          |
| 11/12                                             | Херсон                                | БпЛА              | атаковано пожежну машину, яка приїхала на виклик                                       | —                                          |
| Масований ракетний обстріл України 13 грудня 2024 |                                       |                   |                                                                                        |                                            |
| 13/12                                             | Кіровоградська обл., Новоархангельськ | Shahed 136        | пошкодження на території приватного домоволодіння                                      | —                                          |
| 13/12                                             | Чернігівська обл., Ніжинський р-н     | Shahed 136        | пошкоджене приміщення ферми                                                            | —                                          |
| 13/12                                             | Чернігівська обл., Прилуцький р-н     | Shahed 136        | виникла пожежа у нежитловій будівлі                                                    | —                                          |
| 13/12                                             | Одеса                                 | ракетний удар     | уламки ракети пошкодили цивільну інфраструктуру                                        | —                                          |
| 13/12                                             | Харків                                | Shahed 136        | влучання ворожого безпілотника в дах житлового будинку                                 | —                                          |
| 13/12                                             | Харківська обл., Мирне                | ракетний удар     | удар по цивільному підприємству                                                        | 0/4                                        |
|                                                   |                                       |                   |                                                                                        |                                            |
| 15/12                                             | Донецька обл., Лиман                  | авіаудар          | російські військові завдали авіаційного удару по житловій забудові                     | —                                          |
| 15/12                                             | Сумська обл., Новопостроєне           | Shahed 136        | пошкоджені приватний будинок та автомобіль                                             | 0/1                                        |
| 17/12                                             | Херсонська обл., Білозерка            | артобстріл        | було обстріляно вулиці і житлову забудову населеного пункту                            | 1/1                                        |
| 17/12                                             | Херсон                                | БпЛА              | армія РФ атакувала цивільне авто у Дніпровському районі Херсона                        | 0/2                                        |
| 17/12                                             | Харків                                | БпЛА              | російський дрон «Молнія» атакував непрацюючий торговий центр                           | —                                          |
| 18/12                                             | Сумська обл., Ромни                   | ракетний удар     | пошкоджено 9 житлових будинків                                                         | —                                          |
| 19/12                                             | Дніпропетровська обл., Кривий Ріг     | ракетний удар     | пошкоджені багатоквартирні житлові будинки, лікарня, школа                             | —                                          |
| 20/12                                             | Київ                                  | ракетний удар     | уламки збитих ракет завдали збитків та руйнувань у п’яти районах столиці               | 1/12                                       |
| 20/12                                             | Херсон                                | артобстріл, РСЗВ  | атаковані багатоповерхові і приватні будинки, дитсадки, господарські споруди, установи | 3/13                                       |
| 20/12                                             | Херсонська обл., Херсонський р-н      | авіабомбовий удар | атаковані багатоповерхові і приватні будинки, дитсадки, господарські споруди, установи | 3/13                                       |
| 20/12                                             | Херсонська обл., Бериславський р-н    | авіабомбовий удар | окупанти здійснили масований обстріл правобережжя Херсонщини                           | 3/13                                       |
| 20/12                                             | Дніпропетровська обл., Кривий Ріг     | ракетний удар     | атаковані двоповерховий будинок, багатоповерхівки та 17 приватних будинків             | 0/6                                        |
| 20/12                                             | Сумська обл.                          | Shahed 136        | відомо про влучання у цивільну забудову                                                | —                                          |
| 20/12                                             | Харківська обл.                       | Shahed 136        | відомо про влучання у цивільну забудову                                                | —                                          |
| 20/12                                             | Херсон                                | авіабомбовий удар | обстріл регіонального онкологічного центру двома керованими авіабомбами                | —                                          |
| 20/12                                             | Донецька обл., Словʼянськ             | авіабомбовий удар | російські війська атакували приватний сектор міста двома авіабомбами                   | 0/3                                        |
| 21/12                                             | Запоріжжя                             | Shahed 136        | уламками пошкоджено багатоповерхівку                                                   | 0/4                                        |
| 21/12                                             | Харків                                | Shahed 136        | уламки російського дрону влучили у багатоповерхівку                                    | 0/6                                        |
| 22/12                                             | Київська обл., Бровари                | Shahed 136        | уламки дрона упали на багатоповерхівку                                                 | —                                          |
| 22/12                                             | Чернігівська обл.                     | Shahed 136        | пошкоджено приватні підприємства, багатоквартирні будинки та майно громадян            | —                                          |
| 22/12                                             | Сумська обл.                          | Shahed 136        | пошкоджено приватні підприємства, багатоквартирні будинки та майно громадян            | —                                          |
| 22/12                                             | Миколаївська обл.                     | Shahed 136        | пошкоджено приватні підприємства, багатоквартирні будинки та майно громадян            | —                                          |
| 23/12                                             | Київська обл.                         | Shahed 136        | уламками пошкоджено приватні підприємства та будинки громадян, без жертв               | —                                          |
| 23/12                                             | Хмельницька обл.                      | Shahed 136        | уламками пошкоджено приватні підприємства та будинки громадян, без жертв               | —                                          |
| 24/12                                             | Дніпропетровська обл., Кривий Ріг     | балістична ракета | внаслідок удару пошкоджений житловий будинок                                           | 1/17                                       |
| 24/12                                             | Сумська обл., Кролевець               | Shahed 136        | пошкоджена будівля ферми, вбито 7 корів                                                | —                                          |
| Масований ракетний обстріл України 25 грудня 2024 |                                       |                   |                                                                                        |                                            |
| 25/12                                             | Київська обл.                         | ракетний удар     | пошкоджено приватні будинки та 12 вантажівок                                           | —                                          |
| 25/12                                             | Запоріжжя                             | ракетний удар     | пошкоджені дитячий майданчик та багатоквартирні будинки                                | —                                          |
| 25/12                                             | Харків                                | ракетний удар     | удар по цивільній та енергетичній інфраструктурі                                       | 0/6                                        |
|                                                   |                                       |                   |                                                                                        |                                            |
| 28/12                                             | Миколаїв                              | Shahed 136        | від уламків була пожежа на даху житлового будинку                                      | —                                          |
| 30/12                                             | Одеська обл.                          | Shahed 136        | від падіння збитих БпЛА пошкоджено приватні будинки                                    | —                                          |
| 30/12                                             | Харківська обл.                       | Shahed 136        | від падіння збитих БпЛА пошкоджено приватні будинки                                    | —                                          |
| 31/12                                             | Київ                                  | Shahed 136        | уламками пошкоджено житлові будинки у центрі міста                                     | 2/7                                        |
| 31/12                                             | Київська обл.                         | ракетний удар     | пошкоджені три приватні будівлі                                                        | 0/1                                        |
| 31/12                                             | Сумська обл., Шостка                  | ракетний удар     | влучання у житлові будинки та цивільну інфраструктуру                                  | —                                          |